# Flagellaria
Flagellaria, auch Peitschenblätter, ist die einzige Pflanzengattung der Familie der Flagellariaceae, auch Peitschenblattgewächse genannt, innerhalb der Ordnung der Süßgrasartigen (Poales). Sie umfasst nur fünf Arten in der Paläotropis.

## Beschreibung

### Habitus und Laubblätter

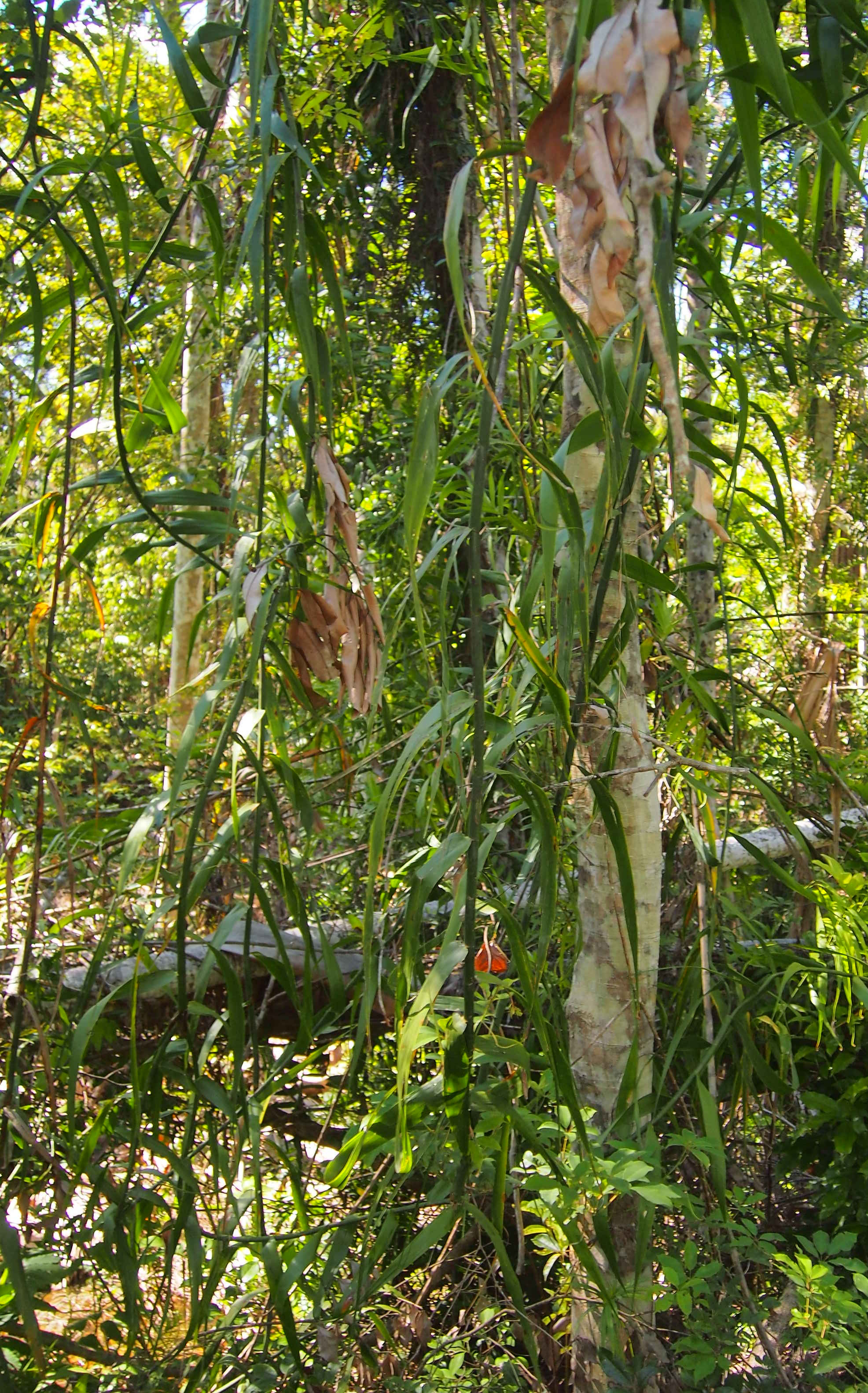
Flagellaria indica

Die Flagellaria-Arten sind ausdauernde Kletterpflanzen mit sympodialen Rhizomen. Sekundäres Dickenwachstum fehlt. Alle Pflanzenteile sind unbehaart. Die sympodialen, harten Stängel können sehr lang werden und sind im oberen Bereich gleichwertig dichotom verzweigt. Es werden keine Seitenknospen gebildet.
Ihre wechselständig und zweizeilig am Stängel verteilt angeordneten, einfachen Laubblätter sind in Blattscheide, Blattstiel und Blattspreite gegliedert. Die röhrige Blattscheide umhüllt den Stängel. Der Blattstiel ist nur sehr kurz. Die grasartige Blattspreite läuft in eine einfache, sensitive, uhrfederartig eingerollte, relativ harte Ranke aus, mit der sich diese Rankpflanzen an der Unterlage (beispielsweise Bäume) festhalten. Der Blattrand ist glatt. Die Stomata sind paracytisch, sie besitzen also parallel zu den Schließzellen zwei Nebenzellen.

### Blütenstände und Blüten
In relativ großen, endständigen, rispigen Blütenständen stehen die ungestielten Blüten zusammen. Die relativ kleinen, meist zwittrigen, selten eingeschlechtigen Blüten sind dreizählig und radiärsymmetrisch. Es sind zwei Kreise mit je drei freien, kronblattartigen, häutigen, weißlichen Blütenhüllblättern vorhanden, wobei die des inneren Kreises größer sind. Es sind zwei Kreise mit je drei Staubblättern vorhanden, die nicht untereinander oder mit den Blütenhüllblättern verwachsen sind. Manchmal sind ein bis drei Staubblätter zu Staminodien reduziert. Die über die Blütenhüllblätter hinaus ragenden Staubblätter besitzen dünne Staubfäden. Die tetrasporangiaten Staubbeutel sind basifix. Die ulceraten (mit rundlicher Keimpore am distalen Pol) Pollenkörner gleichen denen von Süßgräsern. Drei Fruchtblätter sind zu einem oberständigen, stumpf dreikantigen Fruchtknoten verwachsen. Die drei Fruchtknotenkammern enthalten jeweils nur eine Samenanlage. Der sehr kurze Griffel endet in drei gekeulten Narben.

### Früchte und Samen
Sie bilden bei Reife rote oder schwarze Steinfrüchte; sie enthalten meist einen, selten zwei Samen. Die kugeligen bis mehr oder weniger flachen Samen besitzen ein stärkereiches Endosperm. Der Embryo ist winzig und ist bei einem reifen Samen nur noch rudimentär vorhanden.

### Chromosomenzahl und Inhaltsstoffe
Die Chromosomenzahl beträgt 2n = 38. Es wird das Flavonoid Kaempferol gebildet.

## Systematik und Verbreitung
Die Flagellaria-Arten kommen in den Tropen und Subtropen von Afrika, Süd- und Südostasien und Nord-Australien sowie auf einigen Inseln Ozeaniens vorkommen. Die am weitesten verbreitete Art ist Flagellaria indica.
Die Gattung Flagellaria wurde schon 1753 von Carl von Linné in Species Plantarum, 1, S. 333 erstveröffentlicht. Die Familie wurde 1829 von Barthélemy Charles Joseph Dumortier in Analyse des Familles de Plantes, S. 59–60 aufgestellt. Der botanische Gattungsname Flagellaria leitet sich vom lateinischen Wort flagellum für Peitsche ab und bezieht sich auf die Form der Laubblätter.
Die Familie Flagellariaceae wurde früher etwas größer aufgefasst, mit den beiden zusätzlichen Gattungen Hanguana und Joinvillea, die heute die eigenständigen, auch monogenerischen Familien Hanguanaceae und Joinvilleaceae darstellen. Sie gehört zur Ordnung der Süßgrasartigen (Poales) innerhalb der Monokotyledonen.
Es gibt fünf Flagellaria-Arten:
- Flagellaria collaris Wepfer & H.P.Linder: Sie kommt auf den Fidschi-Inseln vor und wurde 2014 erstbeschrieben.[3]
- Flagellaria gigantea Hook. f.: Die Heimat reicht vom Bismarck-Archipel bis zu den Inseln im südwestlichen Pazifik.[3]
- Flagellaria guineensis Schumach.: Die Heimat ist das tropische und südliche Afrika, Madagaskar, Mauritius und Sri Lanka.[3]
- Indisches Peitschenblatt (Flagellaria indica L.): Die Heimat reicht vom südlichen Tansania bis Mosambik und den Inseln im westlichen Pazifik.[3] Man kann folgende sechs Varietäten unterscheiden:
  - Flagellaria indica var. australiensis Wepfer & H.P.Linder: Sie kommt in Borneo, Australien und von Papuasien bis zu den Inseln im westlichen Pazifik vor.[3]
  - Flagellaria indica var. bifurcata Wepfer & H.P.Linder: Sie kommt von Indochina bis ins nordöstliche Australien vor.[3]
  - Flagellaria indica var. borneensis Wepfer & H.P.Linder: Sie kommt auf Sumatra und in Sarawak vor.[3]
  - Flagellaria indica var. gracilis H.Perrier ex Wepfer & H.P.Linder: Sie kommt im östlichen Madagaskar vor.[3]
  - Flagellaria indica var. indica: Sie kommt vom südlichen Tansania bis Mosambik und auf Inseln im westlichen Pazifik vor.[3]
  - Flagellaria indica var. minor (Blume) Hook.f.: Sie kommt von Indochina bis ins südwestliche China und nördliche Queensland vor.[3]
- Flagellaria neo-caledonica Schltr.: Die Heimat reicht von den Salomonen bis Neukaledonien.[3]

## Nutzung
Alle Arten werden kaum genutzt. Manchmal werden die langen Stängel zum Flechten unterschiedlicher Gegenstände verwendet. Die medizinische Wirkung wurde untersucht.